# Новоивановка (Бердянский район)
Новоивановка (укр. Новоіванівка) — село,
Николаевский сельский совет,
Бердянский район,
Запорожская область,
Украина.
Код КОАТУУ — 2320683503. Население по переписи 2001 года составляло 32 человека.
В настоящее время село можно отнести к числу исчезнувших, поскольку существует оно лишь условно. Жилых и нежилых построек в пределах ранее относившейся к селу территории уже нет. Часть прежней территории засажена лесом. О существовании населенного пункта напоминает только небольшое местное кладбище.

## Географическое положение
Село Новоивановка находится на левом берегу реки Берда,
выше по течению на расстоянии в 0,5 км расположено село Николаевка,
на противоположном берегу — село Радивоновка.

## История
- 1812 — дата основания.